# Francoska Tretja republika
Francoska Tretja republika (francosko La Troisième République, včasih zapisano La IIIe République) je bilo obdobje v zgodovini francoske države od konca francosko-pruske vojne (po porazu Ludvika-Napoleona v francosko-pruski vojni) leta 1870 do uvedbe vichyjskega režima po udoru vojske nemškega Tretjega rajha v Francijo leta 1940.
Tretja republika je zdržala celih sedemdeset let, s čimer je postala najdaljši trajajoči režim v Franciji od zrušitve Ancien Régima med francosko revolucijo leta 1789.

## Ozadje
Leta 1852 je Napoleon III. z ukinitvijo Druge republike postal drugi francoski cesar, sledeč predhodnemu zgledu njegovega strica Napoleona I. Drugo francosko cesarstvo je trajalo osemnajst let, do nastanka Nemškega cesarstva, ki je kmalu prevzelo vodilno vlogo na evropskih tleh po porazu Francije v francosko-pruski vojni.
Po zajetju Napoleona III. s strani Prusov v bitki pri Sedanu so pariški poslanci 4. septembra 1870 osnovali Vlado narodne obrambe kot začasno vlado, ki jo je vodil predsednik general Louis Jules Trochu iz obleganega Pariza. Ker je bil Pariz odrezan od ostalega neokupiranega ozemlja Francije, je slednjemu iz Toursa vladal notranji minister Léon Gambetta.

## Pričakovanja parlamentarne monarhije
Po kapitulaciji Francije januarja 1871 so bile po razpustitvi vlade narodne obrambe in državnega zbora izpeljane nove volitve (razen na ozemljih okupiranih s strani Prusije), na katerih so večino dobili monarhisti, ki so bili naklonjeni miru s Prusijo. Tako imenovani legitimisti so podprli dediča Karla X. njegovega vnuka grofa de Chamborda oz. Henrika V.. Orleanisti so podprli za naslednika dediča Ludvika Filipa njegovega vnuka grofa de Parisa. Bonapartisti so bili zaradi poraza Napoleona III. postavljeni na rob odločanja. Tako so prišli legitimisti in orleanisti do kompromisa, da bo novi kralj postal grof de Chambord, sicer brez otrok, njegov naslednik pa bi postal grof de Paris. V nasprotju z željami in kompromisom se je grof de Chambord odločno distanciral od položaja ustavnega monarha, ki bi vladal državi z zastavo, uvedeno med francosko revolucijo. Prav tako se je uprl temu, da bi bil njegov naslednik dedič človeka, ki mu je vzel krono med julijsko revolucijo leta 1830. To je bil tudi poslednji razlog, da do restavracije monarhije ni prišlo. Čeprav si je država to želela, pa narod ni bil pripravljen opustiti popularne trikolore. Namesto tega je bila ustanovljena »začasna« republika, ki naj bi trajala do smrti grofa de Chamborda, ko naj bi bil prestol ponujen bolj liberalnemu nasledniku, Louisu-Philippu de Parisu. Chambord je umrl leta 1883, do tedaj pa je navdušenje nad monarhijo precej uplahnilo.
Tako je državni zbor izvolil za novega predsednika začasne vlade Adolpha Thiersa, ki jo je zaradi politične klime v Parizu vodil iz Versaillesa. Vodstvo se je začelo pogajati o pogojih miru z novo ustanovljenim Nemškim cesarstvom. S poslednjim mirovnim sporazumom v Frankfurtu se je vlada, da bi ustregla Prusom in njihovemu umiku z ozemlja Francije, zavezala k sprejetju več finančnih zakonov o plačilu odškodnine. V Parizu je zaradi tega prišlo v aprilu in maju 1871 do upora delavcev in Narodne garde ter posledično k ustanovitvi pariške komune, po dveh mesecih krvavo zatrte s strani francoske vlade.
Februarja 1875 so z več parlamentarnimi akti sprejeli ustavne zakone nove republike, na vrhu katere je bil predesdnik republike. Ustanovljen je bil dvodomni parlament z neposredno izvoljeno Zbornico poslancev in posredno izvoljenim Senatom kot tudi služba predsednika Zbora, ki je bil odgovoren tako predsedniku republike kot Parlamentu.
Skozi vsa 70. leta je potekala debata okoli teme monarhija ali republika. 16. maja 1877, ko se je mnenje ljudstva že močno nagnilo v prid republiki, je predsednik republike, sicer monarhist, Patrice de Mac-Mahon še zadnjič naredil poskus obnove monarhije, ko je razrešil republikanskega predsednika vlade Julesa Simona, na njegovo mesto pa postavil monarhista vojvodo de Broglia. Slednji je razpustil parlament in za oktober 1877 sklical nove volitve. Predsednik je bil posledično obtožen poskusa državnega udara.
Na oktobrskih volitvah so se republikanci zmagoslavno vrnili v Zbornico poslancev. Upanje na obnovo monarhije je dokončno zamrlo, ko so republikanci dobili nadzor v Senatu 5. januarja 1879. Predsednik republike Mac-Mahon je po svoji razrešitvi 30. januarja zapustil resno oslabljeno funkcijo predsednika novopostavljenemu Julesu Grévyju. 

## Republika
Po volitvah 1877 so bili do tedaj najmočnejši legitimisti odstranjeni z oblasi, na katero so se povzpeli tako imenovani oportunistični republikanci. Zakoni o brezplačni, obvezni in laični ljudski šoli izglasovani 1881-82, s čimer so katoliške kongregacije izgubile izključni nadzor nad javno šolo, so bili eno prvih znamenj republikanskega prevzema oblasti nad republiko.
V začetku leta 1889 je republiko prvič zatresla nenadna kratko trajajoča kriza s poskusom državnega udara francoskega generala in reakcionarja Georgesa Boulangerja. Drugi pomemben dogodek afera Dreyfus v 90. letih in začetku 20. stoletja je močno razdelila državo na dva dela, na površje so prišli intelektualci (pisatelj Emile Zola, ki je v časopisu L'Aurore 13. januarja 1898 objavil odprto pismo predsedniku države Felixu Faureju s pomenljivim naslovom J'accuse). Prav tako so bili kritizirani s strani tiska dogodki povezani z izgradnjo Panamskega kanala v letu 1892.
Leta 1893 so poslanci sledeč poskusu bombnega napada na Državni zbor izglasovali zakone, s katerimi so omejili leta 1881 sprejeti Zakon o svobodi tiska. Naslednje leto je bil v atentatu do smrti zaboden predsednik države Carnot. V istem letu je bilo v procesu proti anarhističnemu gibanju obsojena trideseterica domnevnih anarhistov.
V začetku 20. stoletja je postala najpomembnejša stranka leta 1901 ustanovljena Radikalna stranka, radikalci in radikalni socialisti. Istega leta je bila ustanovljena tudi Zveza republikanskih demokratov, ki je postala glavna sredinsko desna stranka po prvi svetovni vojni. S parlamentarnega površja so izginili monarhisti in bonapartisti.
Leta 1905 je bil uveden Zakon o ločitvi Cerkve in države.

## Francija in prva svetovna vojna
Eden imed razlogov vstopa Francije v prvo svetovno vojno je bilo v patriotskih krogih in večini političnih strank maščevanje za poraz v francosko-pruski vojni leta 1871 (revanšizem). Drugi razlog je sprožila strateška vojaška povezava Francije z Ruskim cesarstvom na vzhodu, ki je bila zagotovljena leta 1894, potem ko so propadli pogovori med Nemčijo in Rusijo o kakršnihkoli sporazumih. Povezava z Rusijo je zagotavljala tudi obsežna francoska vlaganja v to državo.
Strah pred nemško močjo je 8. aprila 1904 združil zunanji ministrstvi Francije in Združenega kraljestva, ki sta podpisali vrsto sporazumov Entente Cordiale, s tem končali dolgotrajne medsebojne spore okoli kolonij v severni Afriki in potrdili vojaško-politično zavezništvo.
Nekaj dni pred nemško invazijo na Belgijo, po umoru voditelja francoske sekcije Delavske internacionale in pacifista Jeana Jaurèsa je francosko socialistično gibanje tako kot celotna Druga internacionala zapustilo antimilitaristične pozicije in se pridružilo ostalim. Razglašeno je bilo stanje pripravljenosti, uvedena je bila cenzura, izpopolnjeno je bilo vojaško gospodarstvo.
Po izbruhu vojne avgusta 1914 je Francija dosegala relativno malo uspehov. Po vdoru nemške vojske in zasedbi pomembnih industrijskih regij v Franciji se je po bitki na Marni septembra 1914 stanje vzdolž celotne fronte od Severnega morja do švicarske meje ustalilo in tako trajalo tudi naslednje leto. Za dvig morale francoskih vojakov je poskrbela bitka pri Verdunu, ki se je začela februarja 1916 in trajala vse do decembra. Po začetnih uspehih nemške vojske in približevanju samemu mestu - trdnjavi je Francozom uspela protiofenziva, v kateri so si sicer s številnimi žrtvami na vsaki strani priborili predhodnje položaje. Za razbremenitev francoskih vojakov je poskrbela bitka na Somi, ki so jo sredi druge polovice 1916 začeli francoski zavezniki, končala pa se je novembra 1916 z manjšim uspehom britanske vojske. Nemška vojska se je sredi te bitke in kasneje v zimskih mesecih umaknila na že pripravljene obrambne položaje Hindenburgove linije. Napad zavezniških enot leta 1917 - Nivellova ofenziva je glede na to, da je obljubljal konec vojne v dveh dneh, doživel v drugi bitki na reki Aisne hud udarec, po katerem je padla tudi morala francoskih vojakov, ki so začeli prihajati na fronto v pijanem stanju in brez orožja. Kljub temu so pozivi k patriotizmu in dolžnosti kot tudi vojni procesi proti dezerterjem vrnili vojake na okope, pri čemer je tedanji predsednik vlade Georges Clemenceau vztrajal na zmagi za vsako ceno.
Spomladi 1918 so Nemci po podpisu Brest-Litovskega miru, s katerim so dosegli premirje na vzhodni fronti in umik Rusije iz vojne, sprožili obsežno ofenzivo in prodrli skoraj do Pariza. Posledično je bil končno dosežen sporazum med zavezniki, ki so julija združeni v drugi bitki na Marni porazili nemško vojsko. V avgustu je sledila še stodnevna ofenziva, po kateri je prišlo do premirja na celotni zahodni fronti (11. november 1918).
Po koncu vojne je potekala Pariška mirovna konferenca, katere pogoje so sprejeli in podpisali v Versaillesu junija 1919 in po katerih je morala Nemčija plačati Franciji vojno odškodnino ter predati ozemlja Lorene in Alzacije, ki si jih je prisvojila po francosko-pruski vojni. Francozi so poleg tega zahtevali tudi ločitev industrijsko močnega Porenja od matične države, do katerega pa ni prišlo.

## Med obema vojnama
V začetku 20. let 20. stoletja je na oblast prišla desnosredinska koalicija, združena v Nacionalnem bloku, ki se je ukvarjala predvsem s sanacijo ozemelj, uničenih med vojno ter vojno odškodnino, ki pa je Nemčija ni zmogla vrniti. V tem času se je gradil vojaški obrambni sistem utrdb na Maginotovi liniji, ki je potekal vzdolž meja Belgije, Luksemburga, Nemčije in Italije.
Velika svetovna gospodarska kriza je Francijo zadela dokaj pozno, vendar ostala dlje, za njo (1934) pa je prišla tudi politična kriza (afera Stavisky), s katero je Francija ostala razdeljena vse do začetka druge svetovne vojne.

## Druga svetovna vojna in konec Tretje republike
Ob napadu Nemčije na Poljsko je ostala Francija, njena politika in vojska na okopih, trdno prepričana o nepremagljivi Maginotovi liniji. Ob odprtju zahodne fronte 10. maja 1940 je Nemčija preko Luksemburga in Belgije napadla Francijo ter pri Sedanu prebila obrambni obroč (15. maj 1940). Ob umiku francoske vojske je sledilo hitro premikanje nemške vojske proti Parizu in mnnožični beg civilnega prebivalstva, vsled tega je odstopil francoski ministrski predsednik Reynaud. Nasledil ga je maršal Philippe Pétain, ki je ob vsem debaklu francoske vojske dne 22. junija 1940 moral podpisati premirje z Nemčijo. Sledila je razdelitev ozemlja Francije na severni, ki ga je okupirala nemška vojska, in južni del Francije, 10. julija ustanovljeno Vichyjsko Francijo, ki jo je vodila francoska vlada pod maršalom Pétainom. S tem ustavnim zakonom je bila ukinjena Tretja republika.

## Predsedniki Tretje republike
- Adolphe Thiers, 1871–1873
- Patrice de Mac-Mahon, 1873–1879
- Jules Grévy, 1879–1887
- Marie François Sadi Carnot, 1887–1894
- Jean Casimir-Périer, 1894–1895
- Félix Faure, 1895–1899
- Émile Loubet, 1899–1906
- Armand Fallières, 1906–1913
- Raymond Poincaré, 1913–1920
- Paul Deschanel, Februar 1920 – September 1920
- Alexandre Millerand, 1920–1924
- Gaston Doumergue, 1924–1931
- Paul Doumer, 1931–1932
- Albert Lebrun, 1932–1940